# Paul Halter (auteur)
Pour les articles homonymes, voir Paul Halter et Halter.
Paul Halter, né le 19 juin 1956 à Haguenau, Bas-Rhin, est un auteur français de roman policier. 

## Biographie
Après s’être engagé dans la Marine nationale, avoir placé des assurances-vie, travaillé dans une compagnie téléphonique et gratté la guitare dans les bals du samedi soir, il décide de se lancer dans l’écriture avec La Malédiction de Barberousse, qui recevra le Prix de la Société des Écrivains d’Alsace et de Lorraine en 1986. Son second roman, La Quatrième Porte, remportera le prix du roman policier du festival de Cognac en 1987; et son troisième, Le Brouillard Rouge, sera couronné par le prix du roman d'aventures 1988. Sa carrière est lancée.
Depuis, il a écrit une bonne quarantaine de romans policiers, parus principalement dans la prestigieuse collection du Masque, accumulant les énigmes gigognes les plus échevelées et les impossibilités en tout genre. Le tout, baignant souvent dans un climat fantastique, où l’on côtoie les archétypes du genre : fantômes, médiums, sirènes, vampires, et même le sinistre Jack l'Éventreur. Il est généralement considéré comme l’héritier de John Dickson Carr, et d’une manière plus large comme le dernier défenseur du roman à énigmes.
Il a été traduit dans plusieurs pays, du Japon aux USA, en passant par la Chine, la Russie, l’Italie, entre autres. Parmi ses nominations, citons encore celle du « Masque l’année » 2005, pour Les Larmes de Sibyl, et le prestigieux Honkaku Mystery Best 10, au Japon, qu’il a remporté à quatre reprises, avec La Quatrième porte (2003), La Mort vous invite (2004), Le Brouillard rouge (2005) et La Chambre du fou (2008).
Si les ruelles brumeuses de Londres et les villages anglais apparaissent comme ses décors de prédilection, il faut également mentionner l’Égypte antique (La Chambre d’Horus), la Crète minoenne (Le Crime de Dédale, Le Géant de pierre, Le Chemin de la lumière), l’Inde des maharadjahs (Le Tigre Borgne) ; et quelques romans plus contemporains, situés en Alsace (La Malédiction de Barberousse), en Bretagne (Spiral, La Tour du passé), ou sur la fameuse route des hippies (Le Spectre d’Eurydice).  
Il a créé deux personnages de série : le docteur Alan Twist, éminent criminologue et spécialiste en sciences occultes, amené à aider l'inspecteur Archibald Hurst de Scotland Yard dans des enquêtes insolites ; et aussi Owen Burns, un esthète victorien inspiré d'Oscar Wilde. Il a également écrit plusieurs romans sans personnages récurrents, ainsi qu’une trentaine de nouvelles, regroupées dans La Nuit du loup, La Balle de Nausicaa et Le Livre Jaune, et  régulièrement publiées dans la célèbre revue américaine Ellery Queen Mystery Magazine.

## Œuvre

### Romans

#### SérieDrAlan Twist
- La Quatrième Porte, Le Masque no 1878, 1987 ; réédition Éditions Cercle Polar, 2001
- La mort vous invite, Le Masque no 1931, 1988
- La Mort derrière les rideaux, Le Masque no 1967, 1989
- La Chambre du Fou, Le Masque no 1999, 1990
- La Tête du tigre, Le Masque no 2035, 1991
- La Septième Hypothèse, Le Masque no 2059, 1991
- Le Diable de Dartmoor, Le Masque no 2124, 1993
- À 139 pas de la mort, Le Masque no 2190, 1994
- L'Image trouble, Le Masque no 2215, 1995
- La Malédiction de Barberousse, Le Masque no 2240, 1995
- L'Arbre aux doigt tordus, Le Masque no 2288, 1996
- Le Cri de la sirène, Le Masque no 2378, 1998
- Meurtre dans un manoir anglais, Le Masque no 2409, 1998 Ce roman est précédemment paru en 1997 sous le titre Meurtre dans un manoir Tudor
- L'Homme qui aimait les nuages, Le Masque no 2414, 1999
- L'Allumette sanglante, Le Masque no 2445, 2001
- La Toile de Pénélope, Le Masque no 2460, 2001
- Les Larmes de Sybil, Le Masque no 2494, 2005
- Les Meurtres de la Salamandre, Le Masque no 2521 bis, 2009
- La Corde d'argent, Le Masque no 2531, 2010
- Le Voyageur du passé, Le Masque no 2538, 2012
- La Tombe indienne, 2013

#### SérieOwen Burns
- Le Roi du Désordre, Le Masque no 2171, 1994
- Les Sept Merveilles du crime, Le Masque no 2338, 1997
- Les Douze Crimes d'Hercule, Le Masque no 2482, 2001
- La Ruelle fantôme, éditions Labor, 2005
- La Chambre d'Horus, Le Masque no 2510, 2007
- Le Masque du Vampire, 2014
- La Montre en or, 2019
- Le Mystère de la Dame Blanche, 2020

#### Autres romans
- Le Brouillard rouge, Le Masque no 1922, 1988
- La Lettre qui tue, Le Masque no 2100, 1992
- Le Cercle invisible, Le Masque no 2263, 1996
- Le Crime de Dédale, Le Masque no 2309, 1997
- Le Géant de pierre, Le Masque no 2357, 1998
- Le Mystère de l'allée des Anges, Le Masque no 2425, 1999
- Le Chemin de lumière, Éditions du Masque, coll. Grands Formats, 2000
- Les Fleurs de Satan, Éditions du Masque, coll. Grands Formats, 2002
- Le Tigre borgne, Le Masque no 2487, 2004
- Lunes assassines, Le Masque no 2504, 2006
- La Nuit du Minotaure, Éditions Le Masque, 2008
- Le Testament de Silas Lydecker, Éditions Nouveau Monde, 2009
- Spiral, Rageot éditeur, 2012
- Le Spectre d'Eurydice, 2023
- La Tour du passé, 2024

### Recueils de nouvelles

#### SérieOwen Burns
- La Nuit du Loup, Le Masque no 2439, 2000

#### Autre recueil de nouvelles
- La Balle de Nausicaa, CreateSpace Independent Publishing Platform, 2011

## Prix et distinctions
- Prix de la Société des Écrivains d’Alsace et de Lorraine 1986, pour La Malédiction de Barberousse
- Prix du roman policier du festival de Cognac 1987 pour La Quatrième Porte
- Prix du roman d'aventures 1988 pour Le Brouillard rouge
- Prix de l’Académie des Marches de l’Est  2002, pour La Toile de Pénélope
- Prix Honkaku Mystery Best 10 au Japon 2003 pour La Quatrième Porte, 2004 pour La Mort vous invite, 2005 pour Le Brouillard rouge et 2008 pour La Chambre du fou.
- Prix Adolire à Meylan 2013, pour Spiral
- Prix des collégiens à Vannes 2014 pour Spiral

## Adaptation
- La mort vous invite est adapté sous le titre éponyme par Sylvie Durepaire en 1989 dans le cadre de la série télévisée Le Masque.
- Le Diable de Dartmoor fait l'objet d'une reprise sous la forme d'une bande dessinée de Jean-Pierre Croquet.